# 童蟒
童蟒（學名：Antaresia childreni）是蛇亞目蟒科下的一個無毒蛇種，主要分布於澳洲。其命名者約翰·愛德華·格雷取其學名為「childreni」，目的是為了紀念其業師，大英博物館前館長及著名動物學家約翰·喬治·喬尊（John George Children）。童蟒中文名字的譯法，是意譯而非音譯，其實亦有不準確的地方。目前童蟒未有任何亞種被確認。

## 特徵
成年的童蟒身長約有90公分長，最高紀錄更達1.1米。其頭頂的鱗片較為寬闊，相對而言其它部位的鱗片則顯得細碎及平滑，在陽光照射下會反射出色彩，令其十分顯眼。
童蟒是卵生動物，每次約能生產25枚蛇卵。母蛇會在產卵後的七個星期內對蛇卵進行孵育，並經常磨擦蛇卵表殼以保持一定溫度，同時對其加以保護。剛破卵而出的幼蛇身上有著顯著的斑點，在牠們成長的過程中，這些斑點會逐漸褪成棕紅色或棕色。

## 地理分布
童蟒主要分布於澳洲一帶，包括西澳大利亞州和北領地的北方，與及昆士蘭的東北方，同時在托雷斯海峽附近的島嶼上亦能找到牠們的蹤影。其標本產地為「澳洲西北部」，但實際位置迄未尚未剖明。童蟒現在更逐漸成為西澳大利亞州內金巴利地區與艾莎山脈之間的一個地區特有種。

## 進食習慣及飼育
童蟒主要進食爬蟲動物、鳥類及一些細小的哺乳類動物，尤其是微蝙蝠。要捕食微蝙蝠的時候，童蟒會爬進山洞並攀上鐘乳石，並以倒垂擺盪的姿態捕捉飛過的微蝙蝠。
童蟒是相當常見的寵物蛇種，因為牠生活要求並不高，進食習慣方面亦沒有苛刻的條件。而且童蟒的壽命相當長，曾有可達超過30歲的紀錄。童蟒幼蛇可以用細小的幼鼠餵飼，長大到一度程度後就要以體型較大的成年鼠類作為其食糧。

## 備註
1. 1 2  McDiarmid RW、Campbell JA、Touré T：《Snake Species of the World: A Taxonomic and Geographic Reference, vol. 1》頁511，Herpetologists' League，1999年。ISBN 1-893777-00-6
2. ↑  Mehrtens JM：《Living Snakes of the World in Color》，頁480，紐約：Sterling Publishers，1987年。ISBN 0-8069-6460-X
3. ↑  . ITIS.   [19 September 2007].

## 外部連結
- （英文）TIGR爬蟲類資料庫：童蟒
- （英文）關於童蟒的介紹 （页面存档备份，存于）
- （英文） 侏儒蛇類的孵育循環 （页面存档备份，存于）
- （英文）飼養童蟒的資料
- （英文）澳洲飼養爬蟲動物的牌照資料